# 関根宏次
関根 宏次（せきね こうじ、1970年10月8日 - ）は日本の男性声優。81プロデュース所属。東京都出身。かつてはドラマティック・カンパニーの一員であった。

## 略歴
1994年よりドラマティック・カンパニーに参加。

## 人物
声種はテノール。
アニメ、テレビなどで活躍している。
趣味はメカいじり、小細工。

## 出演

### テレビアニメ
- ああっ女神さまっ 小っちゃいって事は便利だねっ（1998年）
- 彼氏彼女の事情（1998年、クラスメイト）
- 爆走兄弟レッツ&ゴー!! MAX（1998年、友人A）
- KAIKANフレーズ（1999年、ユースケ）
- 花右京メイド隊（2001年、慈悲王ホスト隊3、野郎A、運動部B）
- パラッパラッパー（2001年、ドライバー）

### ゲーム
- ユーディーのアトリエ 〜グラムナートの錬金術士〜（2002年、オヴァール・アイスベルク[7]）
- グローランサーIV（2003年、カーギル）

### 吹き替え

#### 映画
- ザ・ウィナー

#### ドラマ
- フリークス学園

#### アニメ
- おてんばソフィー（ジャン）
- 装甲救助部隊レストル（ヘリコプター・パイロット）

### テレビ番組
- 笑顔のお手伝い（ナレーション）
- スポ今
- 金曜エンターテイメント
- にこにこぷんがやってきた
- ひとりでできるもん!どきドキキッチン（ゴーろくすけ）
- モンドパラッツォ（ナレーション）